# Asperula borbasiana
Asperula borbasiana là một loài thực vật có hoa trong họ Thiến thảo. Loài này được (Korica) Korica mô tả khoa học đầu tiên năm 1981.